# Biểu tình Ashura 2009
Cuộc biểu tình Ashura năm 2009 là một loạt các cuộc tuần hành của công dân Iran chống đối chính quyền Hồi giáo vốn leo thang kể từ tháng 6 năm 2009 khi cuộc bầu cử tổng thống Iran, 2009 bị hoen ố bởi lời cáo buộc gian lận, dẫn đến cuộc biểu tình hậu bầu cử. Trong tháng 12 năm 2009, các cuộc biểu tình leo thang thành bạo động. Các lực lượng an ninh chính phủ Iran bắn vào người biểu tình vào ngày thánh Shia của Ashura, một ngày "tượng trưng về công lý" và trong thời gian đó bất kỳ loại bạo lực nào đều bị cấm.

## Sự kiện

### Biểu tình
Ngày 27 tháng 12 năm 2009, các cuộc biểu tình tại nhiều thành phố tiếp tục vào ngày thánh Ashoura Đỉnh cao của Muharram, tháng tang. kỷ niệm cái chết trong chiến trận của một vị thánh Hồi giáo hồi thế kỷ 7
Người biểu tình ở Tehran tìm cách ngăn chặn giao thông trên đường phố bằng cách đốt các vật cản, tạo ra các cột khói đen bốc lên trên bầu trời thủ đô. Các cuộc biểu tình khởi sự với hàng ngàn người tuần hành, hô khẩu hiệu "diệt trừ độc tài," ý nói đến Tổng thống Mahmud Ahmadinezhad, khi họ bất chấp lệnh cấm biểu tình và đe dọa bị đàn áp trong ngày lễ Ashoura ngày 27/12.
Ký giả từ các cơ quan truyền thông ngoại quốc bị cấm đến tường thuật ở các địa điểm biểu tình như đường Enghelab ở trung tâm thủ đô, hay đường Cách mạng và các cái chết không thể được kiểm chứng độc lập. Tiếng còi xe cứu thương được nghe thấy gần các khu vực có biểu tình. Các cuộc đụng độ dữ dội cũng xảy ra giữa lực lượng an ninh và phía đối lập ở các thành phố Isfahan và Najafabad tại trung bộ Iran.

### Bạo lực chống lại người biểu tình
Lực lượng an ninh Iran giết chết ít nhất 4 người, kể cả Seyed Ali Mousavi, trong cuộc đụng độ dữ dội nhất với phía biểu tình chống chính phủ từ mấy tháng qua, theo các trang web đối lập và các nhân chứng. Các hình video do người dân thu được cho thấy đám đông giận dữ khiêng một trong số những người thiệt mạng, trong khi hô lớn, "Tôi sẽ giết, tôi sẽ giết kẻ đã giết người anh em của tôi." Ở một số nơi trong thủ đô, người biểu tình đánh trả lực lượng an ninh, đốt xe gắn máy và các xe khác, theo các hình ảnh ghi nhận được. Các cuộc biểu tình cũng xảy ra ở ít nhất ba thành phố khác.
Một phụ tá thân cận với lãnh tụ phe đối lập Mir-Hossein Mousavi, từng là ứng viên trong cuộc bầu cử tổng thống bị nhiều chỉ trích gian lận vào tháng 6 năm 2009 nói rằng người cháu trai 35 tuổi của Mousavi là Seyed Ali Mousavi, thiệt mạng vì thương tích tại bệnh viện Ebn-e Sina ở Tehran. Trang web của Mousavi và một trang web của giới đòi cải cách khác cũng nói rằng ALi Mousavi chết trong cuộc đụng độ khi lực lượng an ninh bắn vào đám đông.
Ngày 28 tháng 12, thi hài Seyed Ali Mousavi biến mất khỏi bệnh viện và giới an ninh bắt giữ thêm ít nhất là bảy nhân vật tranh đấu nổi tiếng, theo phía đối lập. Đài truyền hình nhà nước Iran loan tin có tám người thiệt mạng trong cuộc bạo động trên đường phố ngày 27/12, nhưng việc kiểm chứng độc lập nguồn tin này không thể thực hiện được vì hoạt động của giới truyền thông ngoại quốc bị giới hạn gắt gao. Dân chúng tại Tehran nói việc kiểm soát Internet trở nên mạnh mẽ hơn và họ không còn có thể vào xem các trang web của phía đối lập. Dịch vụ điện thoại di động và "nhắn tin văn bản" chỉ làm việc chập chờn, khi có khi không.
Thi hài của Ali Mousavi bị lấy đi trong đêm từ một bệnh viện ở Tehran và không ai nhận trách nhiệm về việc di dời thi hài này. Các quan sát cho rằng giới hữu trách có thể làm như vậy để ngăn cản không cho những người tiếc thương anh ta không tổ chức thêm các cuộc biểu tình phản kháng nhân dịp tang lễ.

## Phản ứng
Cuộc đổ máu ngày 27/12/2009 khiến cho một nhà lãnh đạo đối lập lên tiếng mạnh mẽ đả kích chính quyền, so sánh họ với chế độ quân chủ độc tài bị cuộc Cách mạng Hồi giáo lật đổ ba thập niên trước đây. Mahdi Karroubi, một nhà lãnh tụ đối lập, từng ra tranh cử tổng thống vào tháng 6, đặt vấn đề tại sao nhà cầm quyền có thể gây đổ máu trong ngày lễ tôn giáo trọng đại nhất của người theo giáo phái Shiite là Ashoura. Ông nói với trang web Rah-e-Sabz, là ngay cả chế độ shah trước kia, vốn bị lật đổ năm 1979, cũng còn biết tôn trọng ngày lễ này.
Ngoại trưởng Đức Guido Westerwelle, lên án "hành vi tàn bạo" của lực lượng an ninh chính phủ Iran. Ngoại trưởng Anh David Miliband, nói rất quan tâm về các nguồn tin liên quan đến sự đàn áp trong ngày lễ Ashoura và kêu gọi chính phủ Iran tôn trọng nhân quyền.